# Северный Зеновец
Северный Зеновец — река в России, течёт по территории Мезенского района Архангельской области.
Длина реки составляет 14 км.
Вытекает из юго-западной оконечности озера Северное Зеновское на высоте 86 м над уровнем моря. Преобладающим направлением течения является юг. Устье реки находится на высоте 61 м над уровнем моря в 0,7 км по правому берегу реки Рочуга.

## Данные водного реестра
По данным государственного водного реестра России относится к Двинско-Печорскому бассейновому округу, водохозяйственный участок реки — Мезень от водомерного поста деревни Малонисогорская и до устья. Речной бассейн реки — Мезень.
Код объекта в государственном водном реестре — 03030000212103000049255.